# Кто стучится в мою дверь?
«Кто стучится в мою дверь?» (англ. Who's That Knocking at My Door), также известен под рабочим названием «Я вызвался первым» (англ. I Call First) — драма 1967 года, ставшая дебютом режиссёра Мартина Скорсезе в большом кино. В фильме затрагиваются тема католической вины, которая также будет затронута и в более позднем фильме Скорсезе «Злые улицы». Фильм стал победителем Чикагского кинофестиваля 1968 года. Часто, вероятно под влиянием известного советского стихотворения, название переводят как «Кто стучится в дверь ко мне?», что является неправильным.

## Сюжет
Джэй Ар (англ. J.R.) — итало-американец с криминальным родом занятий. В круг его интересов входят весёлые посиделки с друзьями, пьянки, карточные игры, уличные потасовки, легкодоступные женщины и тому подобное. Ещё он любит вестерны и как-то раз, сидя на пароме, Джэй Ар знакомится с обладательницей киножурнала ценой в доллар, в котором он увидел фото короля вестернов Джона Уэйна. Так завязались его отношения с Девушкой, в ходе которых Джэй Ар пытается измениться в лучшую сторону. Поскольку их отношения углубляются, он не решается заняться с ней сексом, потому что он думает, что она девственница и хочет подождать, чтобы не "испортить" ее. 
Вскоре девушка рассказывает ему, что однажды её изнасиловал бывший парень. Джэй Ар со скандалом уходит от неё и пытается вернуться к своей старой жизни, выпивая с друзьями. Однако после особенно бурной вечеринки с друзьями он понимает, что все ещё любит её, и рано утром возвращается в её квартиру. Он неловко говорит ей, что прощает её, и говорит, что он «все равно хочет на ней жениться».  Услышав это, девушка говорит ему, что брак никогда не сработает, если её прошлое будет так сильно давить на него. Джэй Ар приходит в ярость и называет её шлюхой, но быстро извиняется и говорит, что он смущён всей ситуацией. Она говорит ему, чтобы он пошёл домой. Джэй Ар приходит в католическую церковь, пытается замолить свои грехи, но не находит утешения.

## В ролях
- Харви Кейтель — Джэй Ар
- Зина Бетьюн — Девушка
- Леннар Курас — Джои
- Майкл Скала — Салли Гага
- Гарри Нортап — Гарри

## Создание
«Кто стучится в мою дверь?» снимался несколько лет, в ходе которых фильм претерпевал множество изменений. Он получал разные названия, появлялись новые сюжетные линии, которые развивались в разных направлениях. Первый короткометражный вариант под названием «Bring on the Dancing Girls» был готов в 1965 году и содержал зарисовки из жизни Джэй Ара и его друзей. В 1967 году появилась сюжетная линия с Девушкой и название было изменено на «I Call First». В ноябре того же года эта версия была представлена на Международном кинофестивале в Чикаго. В 1968 году картину наконец согласились купить и распространять, при условии добавления сцен сексуального характера. Режиссёр согласился и доснял несколько минут материала с заметно постаревшим Кейтелем. Тогда же фильма получил окончательное имя «Who’s That Knocking at My Door», по названию песни группы The Genies, которая звучит в одной из последних сцен фильма. Один раз, в 1970 году, картина была издана под названием «J.R.», но все последующие издания сохранили название «Кто стучится в мою дверь?».

## Критика
Американский кинокритик Роджер Эберт был крайне положительно впечатлён фильмом на его премьере в Чикаго. Он назвал картину «великим моментом в американском кино». После того, как фильм наконец был издан под названием «Кто стучится в мою дверь?», Эберт отметил, что окончательная версия имеет некоторые структурные недостатки. Тем не менее, критик не изменил своей положительной оценки и выразил уверенность, что Скорсезе, набравшись режиссёрского опыта, будет снимать более качественные фильмы.

## Саундтрек
В картине прозвучали следующие песни (в хронологическом порядке):
- Mitch Ryder and the Detroit Wheels — Jenny Take A Ride
- The Bell Notes — I’ve Had It
- The Searchers — (Ain’t That) Just Like Me
- Ray Barretto — El Watusi
- Jr. Walker and the All Stars — Shotgun
- The Channels — The Closer You Are
- The Doors — The End
- The Dubs — Don’t Ask Me To Be Lonely
- The Genies — Who’s That Knocking
- The Chantels — The Plea